# Landgericht Mühlhausen

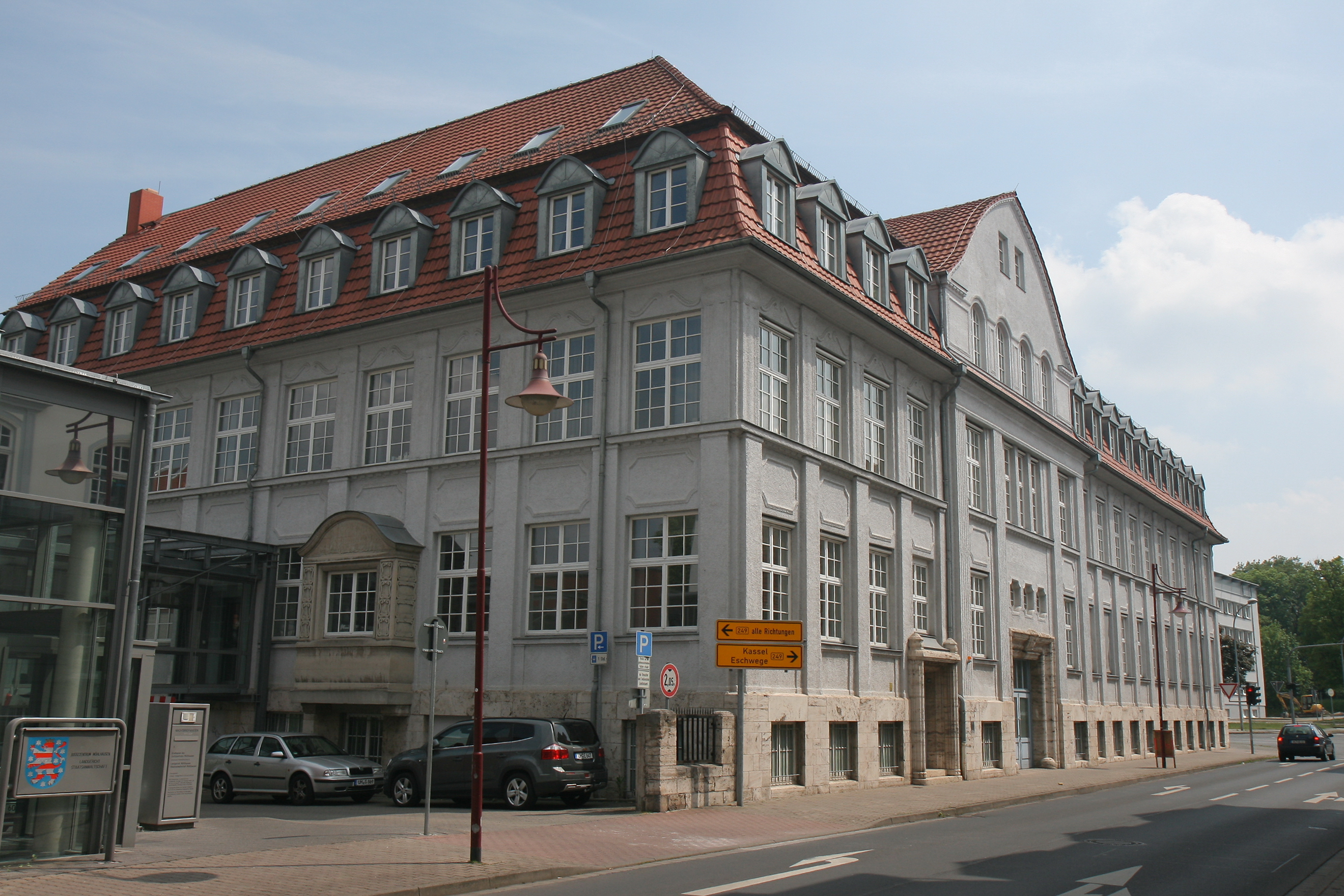
Gebäude des Landgerichtes im Justizzentrum (2016)

Das Landgericht Mühlhausen ist ein Gericht der ordentlichen Gerichtsbarkeit und eines von vier Landgerichten (LG) im Freistaat Thüringen. Dem Landgericht ist die Staatsanwaltschaft Mühlhausen angegliedert.

## Gerichtssitz und -bezirk
Sitz des Gerichtes ist die Kreisstadt Mühlhausen. Der Landgerichtsbezirk des LG Mühlhausen umfasst die Bezirke der ihm untergeordneten Amtsgerichte Heiligenstadt, Mühlhausen, Nordhausen und Sondershausen.

## Kammern, Aufgaben
Das Landgericht Mühlhausen verfügt über vier Zivilkammern, eine Kammer für Handelssachen, acht Strafkammern, darunter eine Strafvollstreckungskammer und drei Wirtschaftsstrafkammern, da in Mühlhausen Verfahren in Wirtschaftsstrafsachen für ganz Thüringen zentralisiert sind.
Die Verwaltungsaufgaben des Gerichtes umfassen die Eintragung von Rechtsanwälten in die Rechtsanwaltsliste des Landgerichtes Mühlhausen, die Legalisation und Apostillen, die Dienstaufsicht über die Richter im Landgerichtsbezirk Mühlhausen, die Dienstaufsicht über die Notare im Landgerichtsbezirk Mühlhausen und die Organisation der Arbeitsgemeinschaften der Referendare und Rechtspraktikanten.

## Über- und nachgeordnete Gerichte
Dem Landgericht Mühlhausen ist das Oberlandesgericht Jena übergeordnet. Nachgeordnet sind die Amtsgerichte Heiligenstadt, Mühlhausen, Nordhausen und Sondershausen.

## Geschichte

### 1949–1952
Mit dem Gesetz betreffend die Änderung von Gerichtsbezirken im Lande Thüringen vom 19. Mai 1949 wurde erstmals am Standort Mühlhausen ein Landgericht eingerichtet. Im Gegenzug wurden damals die Landgerichte Altenburg, Weimar, Gotha, Eisenach und Nordhausen aufgehoben. Der damalige Landgerichtsbezirk umfasste die Landkreise Mühlhausen, Nordhausen, Langensalza, Sondershausen, Worbis und die Stadtkreise Mühlhausen und Nordhausen. Mit einer Ausführungsverordnung über die Sitze und Bezirke der Amtsgerichte im Lande Thüringen vom 16. September 1949 wurde der Landgerichtsbezirk näher spezifiziert.
| Amtsgericht               | zugehörige Kreise und Gemeinden | zugehörige Kreise und Gemeinden                                        |
| Amtsgericht               | bisheriger Amtsgerichtsbezirk   | Gemeinden                                                              |
| ------------------------- | ------------------------------- | ---------------------------------------------------------------------- |
| Amtsgericht Bleicherode   | Bleicherode                     | alle                                                                   |
| Amtsgericht Bleicherode   | Ellrich                         | Stöckey                                                                |
| Amtsgericht Bleicherode   | Worbis                          | Jützenbach, Weißenborn-Lüderode                                        |
| Amtsgericht Dingelstädt   | Dingelstädt                     | alle                                                                   |
| Amtsgericht Dingelstädt   | Mühlhausen                      | Büttstädt, Effelder                                                    |
| Amtsgericht Dingelstädt   | Heiligenstadt                   | Großbartloff                                                           |
| Amtsgericht Heiligenstadt | Heiligenstadt                   | alle außer Gemeinde Großbartloff                                       |
| Amtsgericht Langensalza   | Langensalza                     | alle                                                                   |
| Amtsgericht Langensalza   | Bad Tennstedt                   | alle außer die Gemeinden Kutzleben, Großballhausen und Kleinballhausen |
| Amtsgericht Mühlhausen    |                                 | Stadtkreis Mühlhausen                                                  |
| Amtsgericht Mühlhausen    | Mühlhausen                      | alle außer die Gemeinden Büttstedt und Effelder                        |
| Amtsgericht Mühlhausen    | Schlotheim                      | alle                                                                   |
| Amtsgericht Mühlhausen    | Treffurt                        | alle                                                                   |
| Amtsgericht Nordhausen    |                                 | Stadtkreis Nordhausen                                                  |
| Amtsgericht Nordhausen    | Nordhausen                      | alle                                                                   |
| Amtsgericht Nordhausen    | Ellrich                         | alle außer die Gemeinde Stöckey                                        |
| Amtsgericht Nordhausen    | Ilfeld                          | alle                                                                   |
| Amtsgericht Sondershausen | Sondershausen                   | alle                                                                   |
| Amtsgericht Sondershausen | Ebeleben                        | alle                                                                   |
| Amtsgericht Sondershausen | Bad Frankenhausen               | alle                                                                   |
| Amtsgericht Sondershausen | Greußen                         | alle                                                                   |
| Amtsgericht Worbis        | Worbis                          | alle außer die Gemeinden Jützenbach, Weißenborn-Lüderode               |

Mit Gesetz vom 23. Juli 1952 wurde das Landgericht wieder aufgehoben. Nunmehr gab es nur in jeder Bezirkshauptstadt des ehemaligen Landes Thüringen ein Bezirksgericht.

### Ab 1993
Bis Anfang der 1990er Jahre befand sich in Mühlhausen nur ein Kreisgericht, zuletzt am Untermarkt 17, wo auch heute noch das Amtsgericht Mühlhausen seinen Sitz hat. Im Zuge der Schaffung von Gerichtsstrukturen gemäß dem Gerichtsverfassungsgesetz der Bundesrepublik Deutschland auch für die neuen Bundesländer wurde schnell klar, dass der bis dahin bestehende Gerichtsbezirk des Bezirksgerichtes Erfurt mit Ende 1992 ungefähr 1,3 Mio. Einwohnern wesentlich größer war als die Bezirke der Bezirksgerichte Gera und Meiningen. In einem Gesetzentwurf vom 10. März 1993 wurde daher die Aufteilung des Erfurter Gerichtsbezirkes empfohlen und die Errichtung eines vierten Landgerichtsbezirks in Nordthüringen angeregt. Begründet wurde dies mit der Entlastung des flächengroßen Erfurter Gerichtsbezirkes sowie größerer Bürgernähe angesichts der großen Entfernungen von Erfurt nach Nordthüringen. Als Alternative wurde ein möglicher Landgerichtsstandort Nordhausen in Betracht gezogen, dessen Zuschnitt aber im Vergleich zum Landgerichtsbezirk wesentlich weniger Gerichtseingesessene aufgewiesen hätte. Zudem waren mit den Räumlichkeiten der in Auflösung begriffenen Pädagogischen Hochschule Theodor Neubauer Erfurt/Mühlhausen am Schillerweg 59 entsprechende Unterbringungsmöglichkeiten vorhanden. Die Stadt Nordhausen erhielt als Ausgleich den Sitz eines Arbeitsgerichtes. Zum 1. September 1993 wurde das LG Mühlhausen eingerichtet, der Gründungsakt fand am 7. Oktober 1993 in der Mühlhäuser Marienkirche statt. Der nunmehrige Landgerichtsbezirk umfasste die Amtsgerichte  Bad Langensalza, Eisenach, Heiligenstadt, Mühlhausen, Nordhausen, Sondershausen und Worbis. Bis Herbst 1994 gastierten noch zwei Institutionen im Haus, da erst dann die letzte Abteilung der Pädagogischen Hochschule ausgezogen war.
Mit Einrichtung eines Schwerpunktes für Wirtschaftsstrafsachen bei der Staatsanwaltschaft Mühlhausen erhielt das Landgericht eine zentrale Zuständigkeit für Verhandlungen in Wirtschaftsstrafverfahren. Vor allem diese Verfahren mit meist mehreren Angeklagten erzeugten Raumnot, so dass die ehemalige Turnhalle der Pädagogischen Hochschule zu einem provisorischen Verhandlungssaal umfunktioniert wurde. Diese zunehmenden Beschwerlichkeiten führten zu Neubauwünschen, die sich auch schon in einem Gebäudeentwurf und Vorarbeiten auf einem dafür vorgesehenen Gelände niederschlugen. Die Pläne wurden aber jäh durch die Regierungserklärung des damaligen Thüringer Ministerpräsidenten Dieter Althaus vom 9. September 2004 vor dem Thüringer Landtag gestoppt, der die Auflösung eines Landgerichtes und einer Staatsanwaltschaft ankündigte. Da dies die örtlichen Behörden, Mitarbeiter und Bürger situationsbedingt auf das Landgericht Mühlhausen bezogen, kam es zu einer koordinierten Bewegung von Anwaltsverein, Behördenmitarbeitern, örtlichen Behörden und Verwaltungen unter dem Motto Gemeinsam für Mühlhausen – Gemeinsam für unsere Region gegen diese Schließungspläne. Letztendlich wurden kostensparend die Neubaupläne verworfen und im April 2006 ein Umzug in teilweise neugebaute ehemalige Räumlichkeiten der früheren Kreisverwaltung und des geschlossenen Röhrenwerks an den Standorten Brunnenstraße und Eisenacher Straße realisiert. Im gleichen Zeitraum wurde per Gesetz mit Wirkung vom 1. April 2006 der Landgerichtsbezirk neu strukturiert. Der Amtsgerichtsbezirk Eisenach wechselte zum Landgericht Erfurt, die bis dahin eigenständigen Amtsgerichte Bad Langensalza und Worbis wurden zu Zweigstellen herabgestuft. Während die Zweigstelle des Amtsgerichts Mühlhausen in Bad Langensalza bis heute besteht, wurde die Zweigstelle Worbis des Amtsgerichts Heilbad Heiligenstadt zum 1. Juli 2007 aufgelöst. Neu hinzu kam kurzzeitig das zu einer Zweigstelle des Amtsgerichts Sondershausen herabgestufte ehemalige Amtsgericht Artern, welches aber zum 15. Oktober 2007 aufgelöst wurde.